# Salaise-sur-Sanne
Salaise-sur-Sanne är en kommun i departementet Isère i regionen Auvergne-Rhône-Alpes i sydöstra Frankrike. Kommunen ligger i kantonen Roussillon som tillhör arrondissementet Vienne. År 2022 hade Salaise-sur-Sanne 4 548 invånare.

## Befolkningsutveckling
Antalet invånare i kommunen Salaise-sur-Sanne
Referens:INSEE